# Wodospady (singel Dody)
Wodospady – utwór polskiej piosenkarki Dody. Czwarty singel promujący jej czwarty solowy album studyjny, Aquaria. Utwór został wykorzystany w reality show Doda. 12 kroków do miłości (piosenka była motywem przewodnim programu). Premiera całej piosenki odbyła się 20 października 2022 roku na antenie RMF FM, natomiast teledysk udostępniono 5 listopada 2022. 20 stycznia 2023 został wydany oficjalny remix piosenki, który przygotował Gromee. 30 stycznia 2023 singel został certyfikowany złotem, zaś w listopadzie 2023 platyną.

## Notowania

### Listy przebojów
Radio
| Notowanie                                 | Najwyższa pozycja na liście | Źr.    |
| ----------------------------------------- | --------------------------- | ------ |
| Muzyczne Radio (Top30.PL)                 | 11                          | [ 6 ]  |
| Radio Bielsko (Hit Lista)                 | 1                           | [ 7 ]  |
| Radio Eska (Gorąca 20)                    | Propozycja                  | [ 8 ]  |
| Radio Express (Disco Lista)               | 1                           | [ 9 ]  |
| Radio Jard (Lista hop na top)             | 1                           | [ 10 ] |
| Radio Strefa FM (Strefa Aktualnych Hitów) | 3                           | [ 11 ] |
| Radio SuperNova (Super 13)                | 1                           | [ 12 ] |
| Radio Victoria (ALTERlista)               | 1                           | [ 13 ] |
| Radio Zet (Lista przebojów Radia Zet)     | Propozycja                  | [ 14 ] |
| Radio „Znad Wilii” (Lista PL)             | 15                          | [ 15 ] |
| Wietrzne Radio (TOP 15)                   | 2                           | [ 16 ] |

Telewizja
| Notowanie                              | Najwyższa pozycja na liście | Źr.    |
| -------------------------------------- | --------------------------- | ------ |
| Music Box Polska (15! Music Box Chart) | 1                           | [ 17 ] |

## Występy telewizyjne
| Koncert/gala                               | Data                 | Transmisja telewizyjna | Źródło |
| ------------------------------------------ | -------------------- | ---------------------- | ------ |
| Dancing with the Stars. Taniec z gwiazdami | 31 października 2022 | Polsat                 | [ 18 ] |
| Sylwestrowa Moc Przebojów 2023             | 31 grudnia 2022      | Polsat                 | [ 19 ] |
| Koncert „Polska w Sercu”                   | 2 maja 2023          | TVP1                   | [ 20 ] |
| LX KFPP w Opolu                            | 9 czerwca 2023       | TVP1                   | [ 21 ] |
| Roztańczona Polska                         | 13 sierpnia 2023     | TVP3                   | [ 22 ] |
| Roztańczony PGE Narodowy                   | 28 września 2024     | Polsat                 | [ 23 ] |

## Certyfikaty
| Kraj          | Certyfikat      | Sprzedaż |
| ------------- | --------------- | -------- |
| Polska (ZPAV) | platynowa płyta | 50 000+  |